# Ronald McDonald House

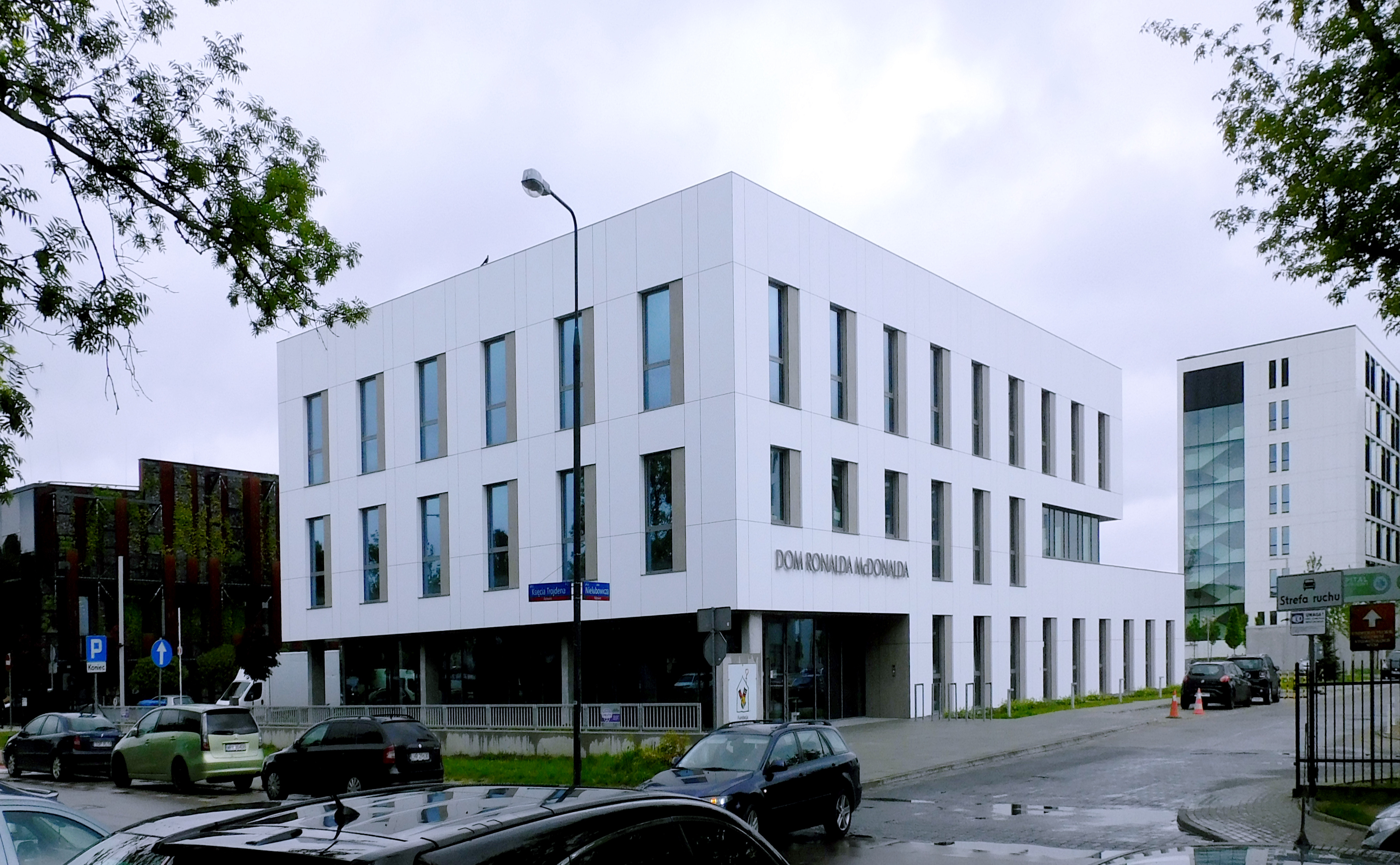
Dom Ronalda McDonalda na terenie WUMedu

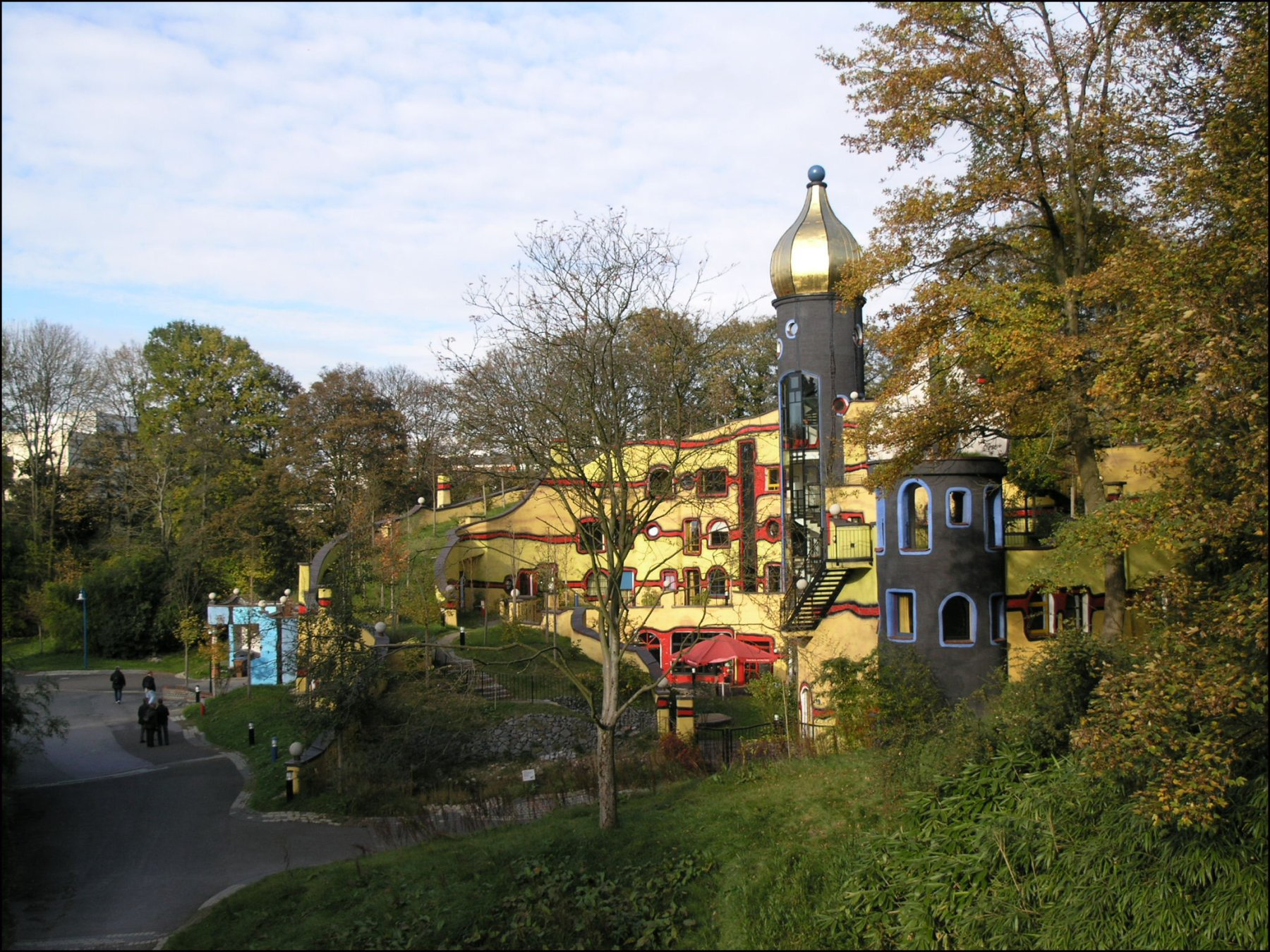
Ronald McDonald House w Essen (Niemcy)

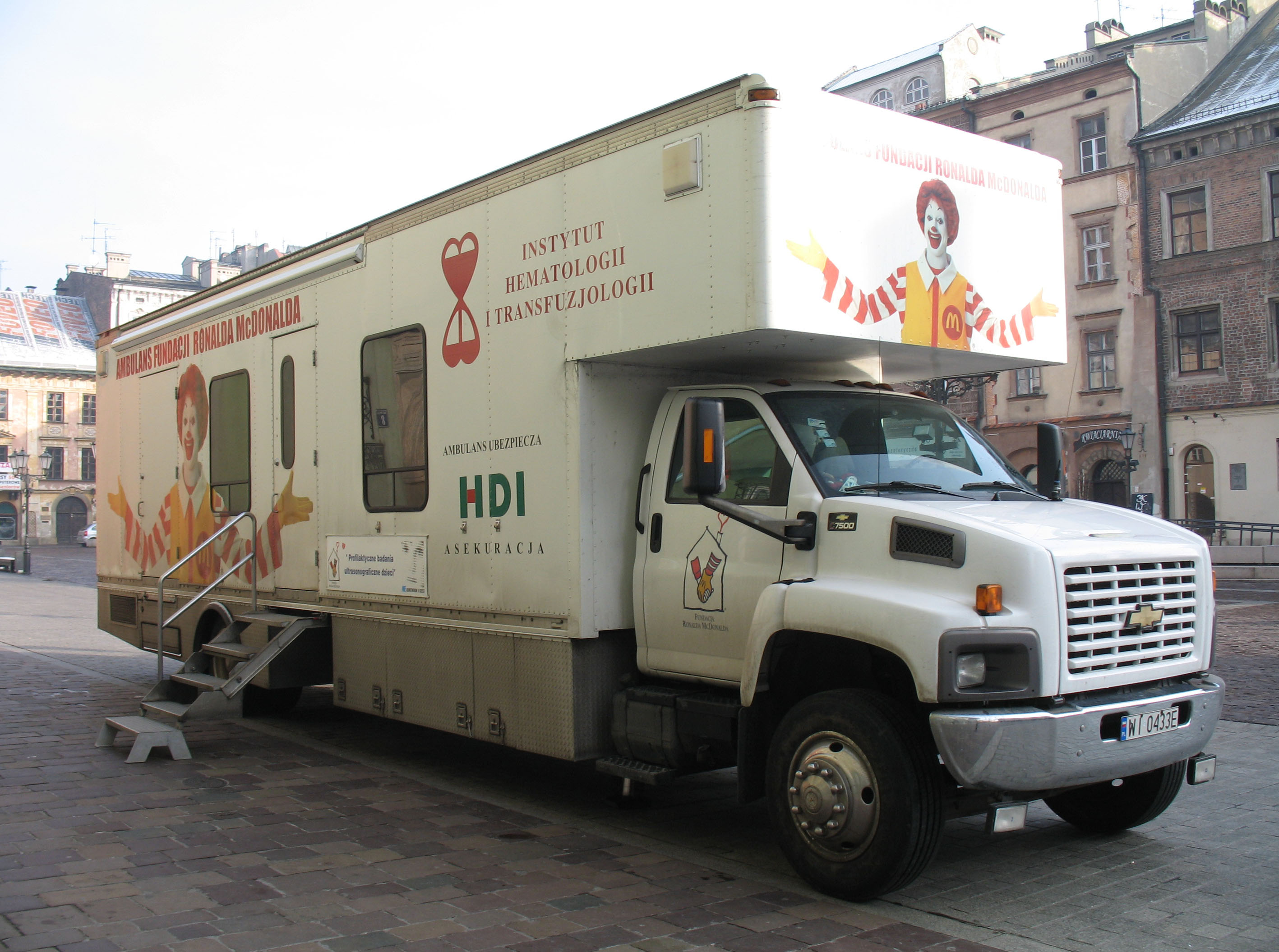
Ambulans do poboru krwi na bazie ciężarówki Chevrolet C7500 na Małym Rynku w Krakowie, należący do Ronald McDonald House

Ronald McDonald House – amerykańska organizacja charytatywna, część Ronald McDonald House Charities.    Deklarowany cel organizacji, to zapewnienie noclegu i wyżywienia rodzinom nieletnich pacjentów, gdy szpital jest poza miejscem stałego zamieszkania. Siłą rzeczy, hostele buduje się w bezpośrednio przy szpitalu.
Ronald McDonald House działa głównie na terenie Stanów Zjednoczonych, intensywnie rozwija jednak sieć swoich placówek przy dużych ośrodkach medycznych na całym świecie (także w Polsce). Największym sponsorem Ronald McDonald House są lokalne placówki sieci fast food McDonald’s.